# 歐陽伯權
歐陽伯權，GBS（英語： Pak-kuen；1952年4月1日—），香港嶺南大學校董會前主席（2014年至2019年）、前副主席（2013年至2014年），自2019年7月1日起為港鐵公司第3任董事局非執行主席。

## 早年
歐陽伯權就讀於香港英華書院（於1965年原獲派天主教培聖中學），後到加拿大完成高中及學士學位（滑鐵盧大學城市設計及環境規劃學士），曾於快餐店漢堡王當暑期工。畢業後，加入加拿大安泰人壽當行政見習生，並於多倫多工作共16年。於約1993年、1994年間，獲美國信安金融集團委派回港作駐港代表，並籌建亞洲區辦事處。

## 出任嶺大校董會高層
2013年1月1日，時任香港特別行政區行政長官梁振英委任歐陽伯權任嶺南大學校董會副主席。
2014年10月3日，梁振英委任歐陽伯權接替陳智思任嶺南大學校董會主席，任期三年，由2014年10月22日至2017年10月21日。
2017年2月，歐陽伯權離開服務了23年的信安國際公司，宣告退休。
同年10月22日，歐陽伯權續任嶺大校董會主席，任期三年，至2020年10月22日。
2019年10月8日，歐陽伯權以專注其他公務為由，提早一年離任嶺南大學校董會主席。教育局局長楊潤雄和嶺南大學校方均對歐陽伯權提早離任感到可惜，但尊重歐陽伯權的決定。嶺南大學學生組織成員卻認為歐陽伯權提早離任是違背了對嶺南大學師生的承諾，是不責任的行為。

## 出任港鐵高層
2019年3月7日，歐陽伯權獲港鐵公司委任為非執行董事。同月18日，中環站附近發生列車相撞事故。翌日，歐陽伯權出席緊急董事局會議，回覆《香港01》查詢指會避免事件重演。
同年2月，香港傳媒報道歐陽伯權會於當年6月接替馬時亨任港鐵公司主席，接手處理由2018年起被揭發多項工程施工問題、被稱為「爛攤子」的沙田至中環綫工程，任期兩年半，至2021年12月31日。至其年3月7日，政府正式宣佈此項任命，而港鐵公司亦於同日委任他即日起擔任公司董事一職。同年7月1日，歐陽伯權上任港鐵主席。
2019年4月13日，歐陽伯權因雙眼發現良性腫瘤，而於年頭接受手術，其醫生稱這是全球首宗雙眼同時出現腫瘤的病例。

### 反對逃犯條例修訂草案運動相關事件
2019年7月24日，歐陽伯權首次以港鐵主席身份露面，出席傳媒茶會。他承認港鐵需要改良，希望外界給予機會。被問及同月21日在元朗站發生的襲擊事件，他希望大眾能夠理解事件發生時站內只有4名職員，雖已依從既定程序處理，但無力控制事件，並承諾港鐵會盡最大努力挽回公眾信心，又認為政府應盡快就事件作出回應，且決定是否需要成立獨立調查委員會徹查。身為嶺南大學校董會主席的他，亦表示自己已去信教育局，要求徹查同為嶺南大學校董、同時是立法會議員的何君堯在事件中的參與程度。他聲稱，如果教育局最終確認何君堯有參與事件，校董會不會容忍。
同年9月20日，歐陽伯權接受多份報章訪問，回應反對逃犯條例修訂草案運動期間港鐵相關爭議。在《文匯報》的訪問中，他表示在運動初期港鐵為「施暴者」（指示威者）安排特別班次接載他們離開的做法，是「好肉酸」（很難看），在接受批評後已「改善安排」。對於市民要求港鐵公開8月31日太子站襲擊事件發生時站內的閉路電視片段，歐陽伯權指出閉路電視片段涉及私隱問題，港鐵須小心處理，但承諾會配合法律程序要求，不會隱瞞事件。他又聲稱，受破壞及服務暫停影響，港鐵公司已損失數千萬元，但不會因而加價。在《大公報》的訪問中，他形容因員工及鐵路安全受到威脅，港鐵正面對「管治危機」；又認為開放予警方進入站內執法是沒有問題，強調港鐵支持及配合警方執法，長遠更可能需要成立自己的保安部隊以應付衝擊港鐵站的事件。他亦評論指香港的教育忽略了國民教育及中國歷史教育，需要「改革」。在《明報》的訪問中，他透露港鐵遭受的批評令他「唔好受、好𤷪𤺧」（不好受、很煩燥），對市民的不滿「無計可施」，而封站、不停站等決定都沒有政治考慮，更沒有想過對政治沒有興趣的自己會在上任後跌入政治漩渦中。

## 榮譽
- 香港城市大學榮譽院士[31]

## 外部連結
- . 嶺南大學.   [2019-09-24]. （原始内容存档于2020-12-02） （繁体中文）.